# KK Cibona
Košarkaški klub Cibona Zagreb (i vardaglit tal "KK Cibona") är en professionell basketklubb i Zagreb i Kroatien. Basketklubben grundades 1946 och dess hemmaarena är Dražen Petrović basketcenter. 